# Arleigh Burke
Arleigh Albert Burke (ur. 19 października 1901 w Boulder, zm. 1 stycznia 1996 w Bethesda) – amerykański dowódca wojskowy, admirał United States Navy, Chief of Naval Operations (1955–1961).

## Życiorys
Absolwent United States Naval Academy. W latach 1955–1961 dowódca Marynarki Wojennej Stanów Zjednoczonych (ang. Chief of Naval Operations). Jego główną zasługą na tym stanowisku był intensywny rozwój floty strategicznych okrętów podwodnych o napędzie atomowym, znany jako program „41 for Freedom”.
W trakcie służby wojskowej obejmującej m.in. okres II wojny światowej oraz wojny koreańskiej został wielokrotnie uhonorowany licznymi odznaczeniami amerykańskimi i zagranicznymi.
Zmarł 1 stycznia 1996 w Bethesda w stanie Maryland i został pochowany na Cmentarzu Akademii Marynarki Wojennej Stanów Zjednoczonych w Annapolis.

## Odznaczenia
- Prezydencki Medal Wolności (1977)
- Krzyż Marynarki Wojennej (1943)[1]
- Medal Marynarki Wojennej za Wybitną Służbę – (1943, 1945, 1961)[1]
- Legia Zasługi – czterokrotnie[1]
- Srebrna Gwiazda (1945)[1]
- US Navy Presidential Unit Citation (1944)[1]
- Medal Amerykańskiej Służby Obronnej[1]
- Medal Kampanii Azji-Pacyfiku[1]
- Medal Kampanii Amerykańskiej[1]
- Medal Zwycięstwa w II Wojnie Światowej[1]
- Medal Służby Okupacyjnej Marynarki Wojennej[1]
- National Defense Service Medal[1]
- Korean Service Medal[1]
- Medal Wyzwolenia Filipin (Filipiny)[1]
- Wielka Wstęga Orderu Wschodzącego Słońca (Japonia)[1]
- Presidential Unit Citation (Korea Południowa)[1]
- Krzyż Wielki Orderu Świętego Olafa (Norwegia)[1]
- United Nations Korea Medal (ONZ)[1]

## Pamięć
W uznaniu jego zasług dla Stanów Zjednoczonych oraz US Navy w szczególności, na cześć admirała nazwano pierwszy niszczyciel rakietowy USS „Arleigh Burke” (DDG-51), a ślad za tym, cały typ okrętów.